# Авраамические религии
Авраами́ческие религии — монотеистические религии, исторически восходящие к иудаизму. Название указывает, что они происходят из древней традиции, восходящей к патриарху Аврааму. Согласно Книге Бытия, Бог заключил завет с Авраамом и определяется с тех пор как «Бог Авраама». Авраамические религии — это прежде всего иудаизм, христианство и ислам.
В качестве авраамических религий могут рассматриваться также караимизм, мессианский иудаизм, бабизм, бахаизм, растафарианство, мандеизм, езидизм, религии друзов и самаритян, ноахидство.

## Этимология
Известный французский исламовед Луи Массиньон утверждал, что термин «авраамическая религия» означает, что все эти религии происходят из одного духовного источника. Современный термин происходит от множественного числа коранического выражения дин Ибрахим («религия Ибрагима»), арабской формы имени Авраама.
Упоминание в Книге Бытия наследников Авраама стало основополагающим для евреев, которые называют его Авраам авину («Авраам — отец наш»). С появлением христианства апостол Павел в Послании к Римлянам также назвал Авраама «отцом всех» тех, кто имеет веру, обрезанных или необрезанных. Ислам также считал себя религией Авраама.
Все основные авраамические религии претендуют на прямое происхождение от Авраама, хотя в христианстве это интерпретируется в духовных терминах:
- Авраам упоминается в Торе как предок израильтян через своего сына Исаака, рождённого от Сарры по обещанию, данному в Книге Бытия[9].
- Христиане подтверждают происхождение евреев от Авраама, но вера определяет принадлежность к христианству, а не происхождение по прямой[8].
- Согласно исламской традиции, Мухаммад, как араб, происходит от сына Авраама, Измаила. Еврейская традиция также приравнивает потомков Измаила (измаильтян) к арабам, в то время как потомки Исаака от Иакова, который позже был известен как Израиль, являются израильтянами[10].

По мнению некоторых религиоведов, термин «авраамические религии», хотя и полезен, может вводить в заблуждение, поскольку характеризует размытую историческую и теологическую общность, что создаёт проблемы при их детальном изучении. Хотя между этими религиями существует сходство, общее происхождение в значительной степени является второстепенным фактором по отношению к их основополагающим убеждениям. Например, общие христианские верования в воплощение, Троицу и воскресение Иисуса не принимаются иудаизмом и исламом (см., например, исламский взгляд на смерть Иисуса). Существуют ключевые догмы как в исламе, так и в иудаизме, которые не разделяются большей частью христианства (строгий монотеизм и религиозное право), а также ключевые догмы ислама, христианства и веры бахаи, не разделяемые иудаизмом (пророческое учение и мессианский статус Иисуса соответственно).

## Определение
Авраамические религии — общее наименование для иудаизма, христианства и ислама.
В сказаниях об Аврааме вера в исключительную связь между божеством и главой какого-либо рода, распространённая в древности среди различных племён на Ближнем Востоке, приобретает форму союза (завета) между Богом и Авраамом. Этот союз включает три основных элемента: избранность потомков Авраама по линии его сына Исаака; обещание дать землю ханаанскую этим потомкам; заповедь следовать установлениям Бога, включающим в себя и этические нормы. Эти положения легли в основу библейского мировоззрения и более позднего иудаизма. Впоследствии эти представления сыграли важнейшую роль в развитии общечеловеческой культуры, войдя в видоизменённой форме в основу христианства и ислама. В христианстве место избранного народа занимает Церковь, а в исламе избранность передаётся не по линии Исаака, а по линии Измаила, считающегося родоначальником арабов.
Идея союза с Богом как результата свободного выбора легла в основу теизма, дав импульс формированию монотеистических (авраамических) вероучений. Теистические (авраамические) религии восприняли также идею отношений с Богом, выстраиваемых как личный диалог.
Для последователей этих трёх религий Авраам, поверивший в единого Бога, является образцом верующего. В рамках каждой из религий верующие рассматривают себя как наследующих заключённый праотцом Авраамом завет. Евреи и основатели ислама, арабы, возводят своё происхождение к сыновьям Авраама, апостол Павел называл Авраама «отцом всех верующих» (Рим. 4:11).

## Сходства и различия
В иудаизме к Священному Писанию относится Танах. В христианстве к Священному Писанию относятся Ветхий Завет (Танах и дополнительные священные книги в православии и католицизме) и Новый Завет, составляющие Библию. В исламе в качестве Священного Писания признаётся только Коран, причём он, в отличие от Библии, считается не словами вдохновлённого Богом человека, а прямой речью Бога.

### Откровение
Иудаизм, христианство и ислам называются «религиями откровения» из-за того, что ядро их учений основано на откровении, самораскрытии Божества и возвещении им своей воли человеку. В данном контексте Священное Писание является записью, фиксацией божественного откровения. Тем не менее первой «религией откровения» является зороастризм, не входящий в группу авраамических религий.
В отношении к откровению видны и различия между иудаизмом, христианством и исламом. Для иудаизма уникальное место занимает Синайское откровение, в котором была выражена воля Творца, не подлежащая отмене или изменению. В христианстве утверждается о Новом Завете, дополняющем Синайское откровение. В Новом Завете зафиксированы слова Иисуса Христа: «Не думайте, что Я пришёл нарушить закон, или пророков: не нарушить пришёл Я, но исполнить. Ибо истинно говорю вам: доколе не прейдёт небо и земля, ни одна иота или ни одна черта не прейдёт из закона, пока не исполнится всё» (Мф. 5:17—18). Ислам воспринимает пророчество Мухаммада, последнего из пророков, как самое главное, завершающее все остальные пророчества.

### Иисус Христос
Различия выражаются и в восприятии личности Иисуса Христа и Евангелий. Вопрос его историчности и божественности имеет разные толкования в христианстве, иудаизме и исламе.
Иудаизм не признаёт Иисуса Христа (Иешуа) как Мессию (Машиаха), тем более не признаёт его божественность. Соответственно, Новый Завет также не почитается как священная книга. Однако в современном государстве Израиль существуют верующие, которые считают себя неоиудеохристианами, почитают Новый Завет священной книгой, а Иисуса Христа — Мессией (царём Израиля). Они носят название «мессианские иудеи».
В христианстве Иисус Христос почитается воплощённым Богом-Словом, Сыном Бога, Мессией (Христом), искупителем, спасителем человечества, первым Богочеловеком и во веки веков единственным Богочеловеком по своей природе. Иисус Христос понимается ими как основатель и глава христианской Церкви. Евангелие почитается как Слово Божие. Православные христиане считают, что церковь могут образовывать только верующие в Пресвятую Троицу.
Ислам признаёт Иисуса Христа (по-арабски Иса) посланником Аллаха, одним из величайших пророков, а также соглашается с некоторыми пунктами Писания Нового Завета, включая тезис о непорочном зачатии Иисуса Марией (по-арабски Марьям), но отрицает, согласно Корану, «возможность придания Единому Богу сотоварищей», из чего постулируется, что Иисус не может быть воплощённым Богом или равным ему. Большинство мусульман считает, что иудеи «не убили его и не распяли, а это только показалось им», после чего Аллах вознёс Ису к себе (ан-Ниса 4:157, 158 (Кулиев)). Ису же забрал к себе Бог, с тем чтобы в конце времён явить на Землю для спасения человечества от Даджжаля (Антихриста). По представлениям мусульман, Иисусу была ниспослана священная книга Евангелие (по-арабски Инджиль) и её смысл был утрачен.

## История
Во II веке до н. э. в Иудее возникли движения фарисеев, саддукеев, ессеев. В I веке н. э. на территории римской провинции Иудея среди последователей пророка Иоанна Крестителя начало распространяться христианство. Первые последователи Иисуса Христа считали его обещанным пророками Мессией. Усилиями учеников Иисуса движение начало распространяться и на соседние народы, ими были составлены книги Нового Завета.
В ходе первой иудейской войны был разрушен Второй Храм, а в результате восстания Бар-Кохбы многие евреи вынуждены были покинуть Иудею, увеличилось значение диаспоры. Во II—V веках в Палестине и Вавилонии был записан Талмуд (палестинский и вавилонский) и начал формироваться талмудический иудаизм.
В III веке начались систематические гонения на христиан, особенно при императоре Диоклетиане. При Константине Великом был принят Миланский эдикт, который прекращал преследования христиан. В 325 году по его приказу был созван Никейский собор, на котором сформировались доктрины христианства.
В VII веке на территории Аравии среди последователей пророка Мухаммеда возник ислам как отдельная религия. Востоковед Леонид Васильев утверждал, что догматика ислама была полностью заимствована из более ранних иудаизма и христианства. Мусульмане считают, что ислам происходит из общей древней традиции, восходящей к Аврааму, а Мухаммад призван не для того, чтобы создать новую религию, а для того, чтобы восстановить «истинную веру Авраама».